# Al Feldstein
Pour les articles homonymes, voir Feldstein.
Al B. Feldstein (né le 24 octobre 1925 et mort le 29 avril 2014) est un scénariste, dessinateur et rédacteur en chef de comics américain. Il est connu pour ses travaux chez EC Comics et son rôle de responsable éditorial du magazine satirique Mad.

## Biographie

### Les premières années
Al Feldstein naît à New York dans le quartier de Brooklyn le 24 octobre 1925 d'une mère américaine et d'un père émigré russe. En 1938 il remporte un concours d'affiches organisé lors de l'exposition universelle de New York de 1939. Il étudie la peinture à l'université de musique et art High School of Music and Art, et grâce à une bourse à l'Art Students League. Il fait alors ses premières armes dans le monde des comics en travaillant comme garçon de courses après les cours et pendant les vacances au studio Iger où il peut parfois croiser des artistes tels que Lou Fine, Reed Crandall, Jack Kamen, etc. Petit à petit, il se met à progresser dans l'art des comics. Son premier travail de dessinateur lui est donné par Bob Wood qui réalisait le comics Sheena. Il doit alors dessiner les tâches de léopard du vêtement de Sheena. Par la suite, il sera chargé d'encrer des décors (toujours pour Bob Wood), puis de les dessiner et les encrer, d'encrer des personnages jusqu'à ce qu'il soit chargé de réaliser des pages entières.
Durant la seconde guerre mondiale, il est incorporé dans l'Air force. Il reste cependant aux États-Unis pendant toute la durée du conflit et est chargé de peindre des fresques, de décorer des avions, de réaliser des bandes dessinées (le comics strip BAFFY) pour les journaux de l'armée. Il profite de son temps libre pour se marier. Une fois libéré, il retourne au studio Iger. Si à l'origine il se destinait à une carrière de professeur, le salaire proposé pour travailler dans l'industrie des comics le fait renoncer à cela, d'autant que marié depuis peu, il compte fonder une famille. Il quitte ensuite le studio pour se mettre à son compte. Cela l'amène à travailler pour plusieurs éditeurs dont Fox pour lequel il crée trois comics pour adolescents Junior, Sunny et Corliss Archer.

### EC Comics
En 1948, il est présenté à Bill Gaines, éditeur de EC Comics. Il a alors 22 ans. Bill Gaines et lui vont immédiatement s'entendre et il est chargé de réaliser une bande dessinée destinée aux adolescents. Mais avant de l'avoir achevé, la mode de ce type de comics passe et le comics dans lequel son histoire devait être publiée est abandonné. Cet échec ne l'empêche pas de vouloir continuer à travailler avec Bill Gaines. Il va alors se mettre à produire des histoires de tous genres (western, romance, crime, etc.). EC, qui a été longtemps déficitaire, commence à atteindre un équilibre financier. Bill Gaines et Al Feldstein décident de ne pas se contenter de produire ainsi des comics qu'ils n'apprécient pas et, comme l'un et l'autre sont passionnés de récits fantastiques radiodiffusés (telles que Inner Sanctum et Lights Out)  et de  nouvelles ou de romans de ce genre, ils décident de tenter l'expérience de diffuser des histoires d'horreur,. Ce sont les comics War against Crime et Crime Patrol qui à partir du 10e numéro vont accueillir une histoire de ce genre,. Le succès est au rendez-vous et ainsi naissent The Crypt of Terror rebaptisé à partir du quatrième numéro Tales From The Crypt et The Vault of Horror.  À ces titres s'ajouteront The Haunt of Fear,  Weird Science, Weird Fantasy, Crime SuspenStories et Shock SuspenStories. Feldstein est le responsable éditorial de chacun de ces comics, il écrit tous les scénarios sur des idées de Bill Gaines, dessine certaines d'entre elles ainsi que des couvertures. Il est aussi le créateur des 3  "hôtes", appelés les Ghoulunatics des comics d'horreur, le gardien de la crypte (The Crypt Keeper), le gardien du caveau (The Vault Keeper) et la vieille sorcière (The Old Witch) qui s'inspirent des personnages des émissions de radio qu'il écoutait.
Les EC comics connaissent un grand succès, mais les comics d'horreurs sont mis sur la sellette par des ligues de vertus et lorsque Fredric Wertham publie son livre Seduction of the innocence et que ses accusations contre les comics comme menaces pour la santé mentale des enfants sont relayées par la presse, une commission sénatoriale est mise en place. Le résultat des auditions menées par cette commission, même si elle-même n'implique pas la lecture de comics dans la hausse de la criminalité adolescente, est l'instauration par les éditeurs d'un Comics Code qui de fait signe la fin de tous les comics d'horreur,. Rapidement, EC Comics connaît de graves difficultés financières et Bill Gaines est amené à cesser toute publication de comics et de ne garder que le magazine Mad qui connaît de très bonnes ventes et n'est pas soumis au Comics Code puisqu'il est un magazine. Al Feldstein se retrouve donc sans emploi et il est amené à proposer ses services à d'autres éditeurs. Il écrira ainsi des scénarios (par exemple Griffe jaune) pour Atlas sous la direction de Stan Lee.
Mais Feldstein va rapidement retrouver le chemin des bureaux de EC comics. En effet Harvey Kurtzman qui est le rédacteur en chef de Mad décide de quitter EC Comics en 1955. Al Feldstein est alors appelé par Bill Gaines pour prendre sa place comme rédacteur en chef de Mad. Mad est à l'époque un magazine qui se vend très bien (environ 375 000 exemplaires vendus pour chaque numéro), mais sous la houlette de Feldstein les ventes grimperont jusqu'à atteindre 2 800 000,. Comme Kurtzman quitte Mad en emmenant avec lui ses artistes et ses auteurs, Feldstein est obligé de recruter de nouveaux talents tels que Frank Jacobs, Mort Drucker, Don Martin, Dave Berg, Antonio Prohías dont aucun n'a fait partie de EC Comics. Par la suite certaines signatures d'artistes de EC réapparaitront comme Jack Davis ou Al Jaffee. Non seulement Feldstein éditera le titre, mais il réécrira certaines histoires et préparera des esquisses pour certains dessinateurs. Il est aussi celui qui fait d'un personnage, roux, à la dentition incomplète, et totalement insouciant la mascotte du magazine qu'il nomme, d'après un pseudonyme qu'il avait auparavant utilisé pour lui-même, Alfred E. Neuman.

### AprèsMad
Début 1984, Feldstein annonce céder son poste de rédacteur en chef de Mad à Nick Meglin et John Ficarra (en), et son départ à la retraite au 31 décembre 1984 pour se consacrer à d'autres projets, dont la peinture. Il quitte New York pour s'installer dans le Wyoming d'où il déménage pour partir en 1992 à Paradise Valley dans le Montana. Son œuvre peinte se divise en deux groupes ; le premier est constitué de tableaux réalistes présentant des scènes de ranch, des paysages du Montana ou des animaux sauvages ; la seconde reprenant des couvertures qu'il avait produites pour EC Comics. Il reviendra brièvement aux comics en 1997 en dessinant des couvertures pour le comics Tomb Tales édité par Cryptic Comics.

## Œuvre
Al Feldstein ayant participé à tous les comics publiés par EC (excepté ceux édités par Harvey Kurtzman) son nom apparaît dans quasiment toutes les éditions françaises.
- Horreur : une anthologie en bandes dessinées[Note 1] (éd. Williams, 1974)
- albums Les Humanoïdes Associés collection « Xanadu »
  1. Les Meilleures Histoires de terreur (1983)
  2. Les Meilleures Histoires de science fiction (1983)
  3. Les Meilleures Histoires de suspense (1983)
  4. Les Meilleures Histoires d’horreur (1984)
  5. Les Meilleures Histoires d’aventure (1985)
  6. Science-fiction weird fantasy (éd. Zenda, 1987)
- adaptations de nouvelles de Ray Bradbury, Albin Michel collection « Spécial USA »
  1. Planète rouge (1984)
  2. Monsieur Sourire (1985)
  3. Chroniques terriennes (date inconnue)
- série Tales from the crypt dessinée par Jack Davis, Wallace Wood et Reed Crandall (éd. Albin Michel)
  1. Plus morts que vivants ! (1999)
  2. Qui a peur du grand méchant loup ? (1999)
  3. Adieu jolie maman ! (1999)
  4. Partir c’est mourir un peu… (1999)
  5. Coucou me revoilà ! (2000)
  6. Au bout du rouleau (2000)
  7. Chat y es-tu ? (2000)
  8. Sans les mains ! (2000)
  9. Plus dure sera la chute (2000)
  10. Ça trompe énormément (2000)

## Récompenses
- 1994 : Prix Inkpot
- 2003 : Temple de la renommée Will Eisner
- 2011 : Prix Bram Stoker d'honneur pour l'ensemble de sa carrière[19].